# Suuri Matolampi
Suuri Matolampi är en sjö i kommunen Lieksa i landskapet Norra Karelen i Finland. Den är 15,3 meter djup. Arean är 40 hektar och strandlinjen är 7,36 kilometer lång. Sjön  ingår i Vuoksens huvudavrinningsområde.   Den ligger omkring 71 kilometer norr om Joensuu och omkring 440 kilometer nordöst om Helsingfors. 
I sjön finns öarna Pienisaari och Suurisaari. 